# Новый Ункор
Новый Ункор — село в Пителинском районе Рязанской области. Входит в Нестеровское сельское поселение.

## География
Находится в северо-восточной части Рязанской области на расстоянии приблизительно 16 км на запад-юго-запад по прямой от районного центра поселка Пителино.

## История
Образовалось село путём слияния нескольких деревень. На карте 1862 года здесь были указаны деревни Ункор, Большая и Малая Спиридовка, на карте 1884 года Новый Ункор и Новый Ункор (Спиридоновка). Наиболее раннее упоминание относится к Спиридоновке (1795 год), которая указана как владение князя Алексея Ивановича Гагарина. В 1862 году здесь (территория Елатомского уезда Тамбовской губернии) было учтено 30 дворов в Спиридоновке и 4 двора в деревне Ункор. Предположительно окончательное объединение завершилось в 1935 году.

## Население
Численность населения: 74 человека в деревне Ункор и 386 в Спиридоновке (1862 год), 157 в 2002 году (русские 100 %), 82 в 2010.